# Michael Wilson (sceneggiatore)
Michael Wilson (McAlester, 1º luglio 1914 – Los Angeles, 9 aprile 1978) è stato uno sceneggiatore statunitense.
Vinse due Oscar alla migliore sceneggiatura non originale: nel 1952 per Un posto al sole e nel 1958 per Il ponte sul fiume Kwai. Vinse, inoltre, nel 1953 il Golden Globe per la migliore sceneggiatura per Operazione Cicero.

## Filmografia
- Operazione Cicero (Five Fingers), regia di Joseph L. Mankiewicz (1952)